# 猪毛菜
猪毛菜（学名：Salsola collina）是苋科猪毛菜属的植物，一名扎蓬棵、扎不楞。

## 形态
一年生草本植物，分枝甚多。圆柱形肉质线状叶，先端有尖刺；秋季开小型花，在枝梢成细长穗状花序；苞叶覆瓦状排列，贴向花轴；果实近球形。

## 分布
分布于蒙古、俄罗斯、朝鲜、巴基斯坦以及中国大陆的西藏、江苏、西北、西南、东北、山东、河南、华北等地，生长于海拔400米至4,100米的地区，多生于盐碱的沙质土上，一般生长在路边、村边及荒芜场所，目前尚未由人工引种栽培。

## 用途
全草可供药用，能降低血压，亦可作饲料。另种大翅猪毛菜（S.ruthenica）和无翅猪毛菜（S.komarovii）亦有降血压作用。